# Eurata strigiventris
Eurata strigiventris är en fjärilsart som beskrevs av Guérin-ménéville 1830. Eurata strigiventris ingår i släktet Eurata och familjen björnspinnare. Inga underarter finns listade i Catalogue of Life.